# Stig Åvall Severinsen
Stig Åvall Severinsen (født 8. marts 1973 i Aarhus) er en dansk fridykker med fire Verdenmesterskaber og flere Guinness Verdensrekorder. Han er forfatter af bogen Træk Vejret – mere energi, mindre stress (2009), udgivet på engelsk i 2010.

## Baggrund
Severinsen er cand.scient. i biologi og har en Ph.d. i medicin. Han begyndte at eksperimentere med at holde vejret som barn i bunden af sine forældres pool. Han begyndte at svømme i en alder af 6 år og blev dansk mester fire år i træk i en alder af 9, 10, 11 og 12 år. I 1993-2003 spillede han undervandsrugby og var på det danske landshold.